# Bred groplöpare
Bred groplöpare (Elaphrus uliginosus) är en skalbaggsart som beskrevs av Fabricius 1792. Bred groplöpare ingår i släktet Elaphrus, och familjen jordlöpare. Enligt den finländska rödlistan är arten sårbar i Finland. Enligt den svenska rödlistan är arten nära hotad i Sverige. Arten förekommer i Götaland, Gotland, Öland, Svealand, Nedre Norrland och Övre Norrland. Artens livsmiljö är strandängar vid Östersjön.

## Bildgalleri

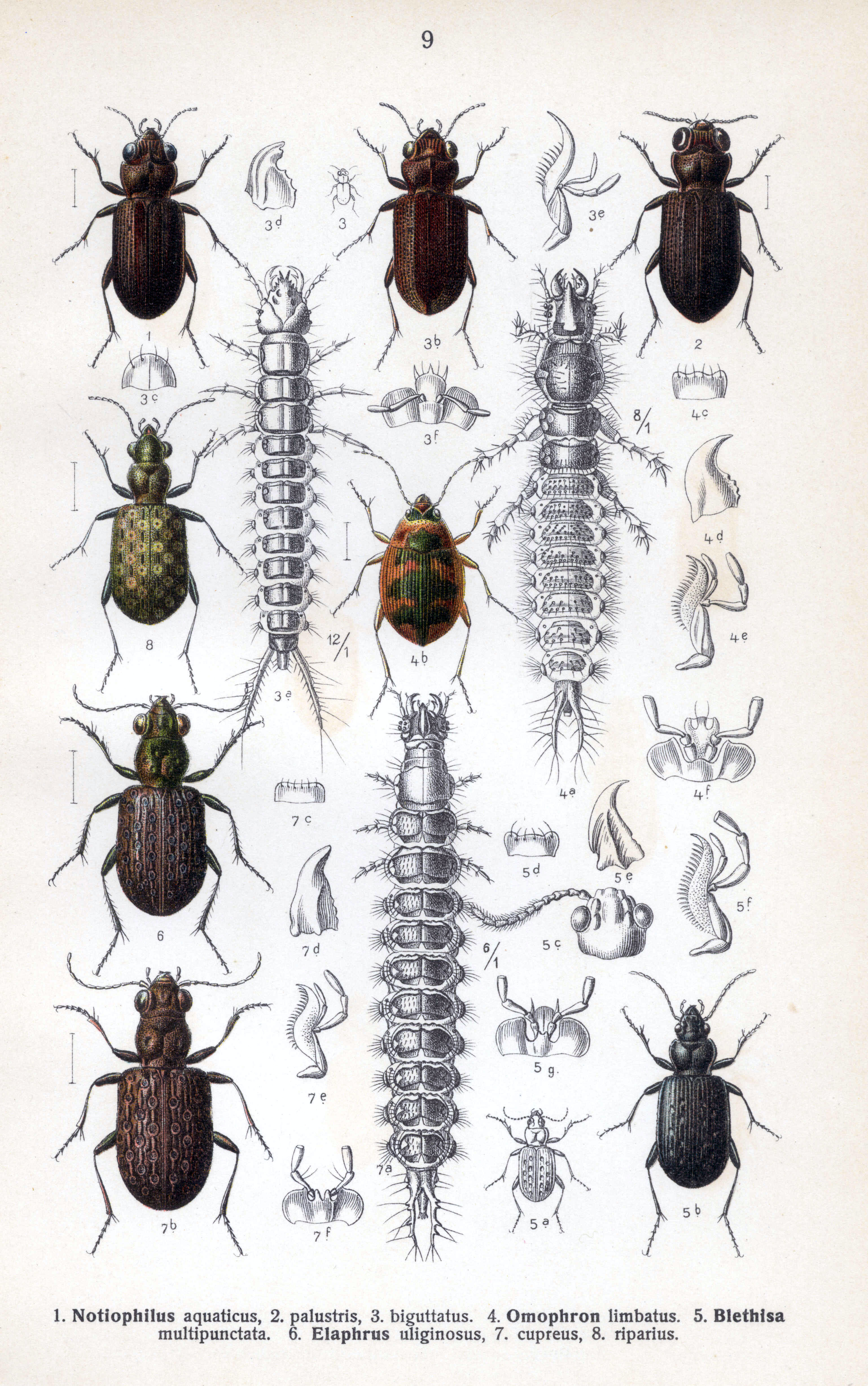